# Museo valtellinese di storia e arte
Il Museo Valtellinese di Storia e Arte è ubicato nel centro cittadino di Sondrio nello storico Palazzo Sassi de' Lavizzari, edificio di origini cinquecentesche donato da Francesco Sassi de' Lavizzari nel 1922 per scopi culturali.
L'esposizione museale si articola per tre piani espositivi, mentre al terzo piano, un sopralzo ottocentesco, si trovano gli uffici, la biblioteca specialistica e il laboratorio di restauro.
Le sezioni del MVSA sono sei: Archeologia (inaugurata nel 2020) dove si possono scoprire gli antichi nuclei abitativi della valle, partendo dalla preistoria fino all’epoca medievale; Arte Sacra, dove ripercorre i luoghi e le espressioni della fede; Collezioni, dove ammirare i tesori raccolti intorno al mondo e poi donati al museo cittadino; Ligari, dedicata ad un'intera famiglia che dedicò la sua vita all’arte; Novecento, anteprima dell’arte moderna e contemporanea; Storia, in cui vengono presentati i personaggi importanti della città di Sondrio.
Nelle sale a piano terra trovano spazio esposizioni temporanee, mentre fa parte delle collezioni permanenti la sala dedicata al pittore valtellinese Angelo Vaninetti.

## Links
- Gian Battista Macolino